# Gnomoniscus podasconis
Gnomoniscus podasconis är en kräftdjursart som beskrevs av Giard och Bonnier 1895. Gnomoniscus podasconis ingår i släktet Gnomoniscus och familjen Cabiropidae. Inga underarter finns listade i Catalogue of Life.